# Forum 18
Forum 18 es una organización de Noruega y Dinamarca, cuyo objetivo es la defensa de la libertad de pensamiento, conciencia y creencia definida en el artículo 18 de la Declaración Universal de los Derechos Humanos. Forum 18 la expresa como:
- El derecho a creer, practicar el culto y dar testimonio
- El derecho a cambiar de creencia o religión
- El derecho a reunirse y a expresar su creencia

Denuncian y analizan los casos de violaciones del derecho a la libertad religiosa en el mundo, independientemente de la afiliación religiosa. Forum 18 afirma que la libertad religiosa —incluido el derecho a no tener religión y a criticar cualquier religión— es un derecho humano fundamental, esencial para conseguir una humanidad digna y una auténtica libertad.
La organización funciona en línea, pero organiza en Oslo sesiones públicas en torno a denuncias e informes de violaciones del derecho de culto. Ofrece apoyo a las víctimas de violaciones de este derecho, un servicio de noticias, realiza estudios e investiga en los países denunciados, publica informes y comunicados, y edita una publicación periódica en línea. 
Sus informes son citados y utilizados por organismos internacionales como el Alto Comisionado de las Naciones Unidas para los Refugiados (UNHCR) y la Organización para la Seguridad y la Cooperación en Europa (OSCE).